# Дёрбандт, Энгельберт
Энгельберт Дёрбандт (нем. Engelbert Dörbandt; род. 2 февраля 1949, Берлин) — западно-германский дзюдоист, 7-кратный чемпион (1971—1977) и серебряный призёр (1979) чемпионатов ФРГ, победитель и призёр международных турниров, серебряный (1973, 1978) и бронзовый (1970, 1974) призёр чемпионатов Европы, участник летних Олимпийских игр 1972 года в Мюнхене. Выступал в полусредней весовой категории (до 70 кг).
На Олимпиаде Дёрбандт победил швейцарца Рото Зинли, но проиграл представителю СССР Анатолию Новикову. В утешительной серии немец победил американца Патрика Бёрриса и португальца Рокете, Антонио, но проиграл представителю ГДР Дитмару Хётгеру и остался без олимпийской награды.